# 크윌루 반란
크윌루 반란(1963~1965)은 오늘날 콩고민주공화국 서부에서 일어난 반란이며, 이 반란은 넓은 맥락에서 냉전과 콩고 위기의 일부로 본다. 총리 파트리스 루뭄바가 축출된 이후 그의 측근 피에르 물렐레가 이끄는 마오주의 반군이 크윌루 주를 중심으로 반란을 일으켰다. 콩고의 경제적, 사회적, 문화적 불안 때문에 생긴 독립 의지가 반란의 불씨가 되었다. 중국의 지원을 받은 반군은 같은 시기 동부에서 일어난 심바 반란과 함께 게릴라전을 벌였다. 반란은 1965년 초에 대부분 진압되었지만 정치적으로 지속적인 영향을 미쳤으며 크윌루 주가 행정구역에서 폐지되는 결과를 가져왔다.

## 배경
반란의 주동자 물렐레는 루뭄바 정권 시기 교육부 장관을 역임했었다. 1961년에 루뭄바가 암살당하자, 물렐레는 루뭄바의 정치와 사상에 있어서 핵심적인 측근이 되었다. 다음해인 1962년, 물렐레는 축출된 동료 정치인들과 반란세력이 있는 국가자주위원회(NCL)에 가입했다. 루뭄바 정권 시절 부총리였던 크리스토프 그벤예가 위원장인 이 단체의 목표는 콩고를 해외의 내정간섭으로부터 해방시키려는 것이었다.
'제2의 독립'으로 불리는 이 반란은 1960년 독립 이후 콩고에서 많은 사람들이 느낀 불의를 바로잡으려는 혁명적 시도로 여겨졌다. 1960년 독립 이후 사회적 계층화 시기가 발생했다. 이는 독립 이후의 빠른 발전으로 물질적 보상에 대한 접근성에 상당한 차이가 발생했음을 의미한다. 이전에 벨기에가 차지했던 사회 역할로 이동할 수 있었던 사람들과 그러한 신분 이동의 기회를 얻지 못한 사람들은 매우 다른 삶의 질을 누렸다.  국내의 정치적 불안정은 불만을 반란으로 바꾸는 촉매 역할을 했다.  잠재적 혁명가 중 다수는 모이즈 촘베 정부로부터 박탈감을 느끼고 지원을 받지 못한다고 느낀 젊은이들이었다. 이 기간 동안 콩고의 많은 사람들의 태도는 '외국 제국주의자들과 그들의 콩고 하수인들에 맞서 싸우는 것'으로 묘사되었다.  1963년 후반에는 콩고 프랑의 가치가 폭락했고 학교는 과밀화되었으며 Kwilu 지역의 실업률은 높았다.  많은 콩고인들은 1960년 독립 이전보다 자신들이 더 나쁜 처지에 있다고 생각했다.
1962년 퀼루의 이디오파 근처 라바 마을에서 열린 사부아르-비브르 운동 회의에 참석한 사람들이 한 발언은 당시 퀼루 주민의 많은 사람들의 불만을 반영하고 있다.
 
이러한 사회적 불만은 정치적 내분과 조셉 카사부부 대통령에 대한 적대감과 함께 권력 투쟁과 그로 인한 콩고 위기를 초래했다. 

## 반란 세력과 이념

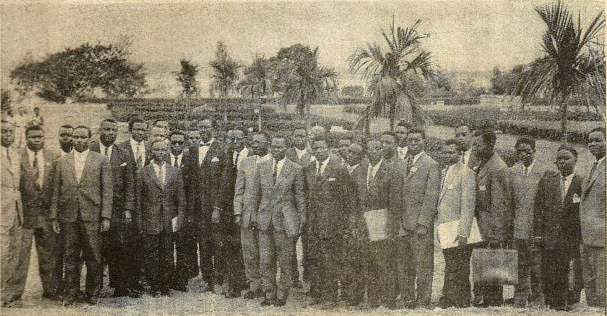
1960년 루뭄바 정권 인사들과 물렐레(오른쪽에서 3번째)

Kwilu 반란을 이끌기 전, Pierre Mulele은 동구권 과 중국 에서 군사 훈련을 받았다.  이는 반란의 이념을 알리는 데 도움이 되었으며, 대부분의 전투원은 마오쩌둥주의에서 영감을 받았다고 주장했다.모집된 반군의 대부분은 Mbunda 또는 Pende 민족이었으며, 이들 중 다수는 정부의 탄압을 받았었다.이 두 민족은 지방 인구의 절반 이상을 차지했으며 1960년 Parti Solidaire Africain 에 대한 승리에 중요한 역할을 했다.그러나 그들은 지방 정부에서 단 12석만 차지했기 때문에 상당한 불만이 발생했다. 
Mulele은 중국 혁명을 연상시키는 전술을 사용했고, 그의 전사들에게 엄격한 도덕 규범을 고수하게 했으며, 민간인에 대한 존중과 자기 훈련을 강조했다. 반란은 중국의 지원을 받았지만 무기, 인력 또는 탄약과 같은 물리적 지원의 증거는 없다.  Mulele은 이념 에 엄격했지만 그의 군대 중 다수는 그렇지 않았다. 대부분이 부족 출신 농부와 노동자였기 때문에 통제하기 어려웠다.  Mulele이 모집한 많은 사람들은 시민 불복종을 지지하는 데 매우 호전적일 뿐만 아니라 벨기에 식민 당국과 콩고 정부에 대한 태도가 급진적이었다.  반군은 또한 마법을 광범위하게 사용하여 상대방의 사기를 저하시켰다. 반군은 마체테, 독화살, 사제 폭탄, 총을 무기로 사용한 것으로 알려졌다. 그러나 무기의 효율성에는 한계가 있었다. 무기가 부족했고, 소유한 무기는 종종 파손되었다. 
Mulele은 1963년에 Gungu 와 Idiofa 지역의 청년들을 모집하면서 시작했다. 그는 콩고군에서 탈영한 사람들의 도움과 함께 그들에게 기본 정치와 군사 전술을 가르쳤다.  훈련에는 이념적 세뇌와 함께 신체적 준비, 게릴라 전술, 간첩 활동이 포함되었다.  1964년 반란이 시작되기 전에 여러 반군이 Kwilu 지역 내의 여러 마을로 파견되어 마을 사람들을 세뇌하고 위협하고 강압하여 그들의 대의를 지지하도록 했다.

### 물렐리즘
피에르 뮐렐의 정치·이념 교리는 반란의 중추 역할을 했으며, 그의 많은 병사들이 이를 따랐다. 이 교리는 콩고가 직면한 문제에 대한 교리와 그 해결책에 대한 목가적인 비전을 제시했다. 이 교리의 주요 내용은 다음과 같다.
- 한 나라의 법률은 모든 사람의 복지를 보호하는 것이 목적이다.
- 콩고 정부는 가난하여 자국민을 보호하고 부는 자신들만 차지하며 일반 국민을 '노예'로 취급한다.
- 인민은 두 계급으로 나뉜다: (1) 부자, 즉 다른 사람의 노동에서 이익을 얻는 자본가. (2) 노동자와 농민, 즉 가난한 사람, 즉 "인민 대중".
- 이 나라의 모든 부는 외국인에 의해 통제된다.
- 두 계급은 끊임없이 투쟁하고 있다. 고통을 줄이기 위한 투쟁이든, 나라를 개혁하고 재편하기 위한 투쟁이든 말이다.
- 모든 남자는, 신분이나 직업에 관계없이, 한때는 마을 사람이었다.
- 마을 사람들은 정부, 군인, 경찰에 맞서 싸워야 한다. 정부를 전복하고 모든 사람이 먹기 위해 일해야 하는 새로운 정권을 수립하기 위해서이다. 외국인이 와서 나라의 부를 빼앗을 수 없고, 다른 사람의 부를 훔칠 수 없는 정권이다.

## 1963~1965년
반란은 1963년 8월에 시작되었지만   초기 활동은 범위가 제한적이었다.  1964년 1월 16일, 퀼루 주의 이디오파와 군구 도시에서 반군이 일어나면서 갈등이 확대되었다. 반군에 의해 자행된 일련의 사건이 발생하기 시작했다. 교수의 집에 몰로토프 칵테일이 던져졌고, 경찰관 2명이 사망했다. 반군은 루치마-마다일의 포르투갈 팜유 정제소를 공격하고, 콩고 국민군 병사들을 수송하는 데 사용되었을 것으로 추정되는 회사 트럭 5대를 불태웠다.  1월 23일, 반군은 기독교 선교부를 공격하여 목사 3명을 살해했다. 이 시점부터 종교, 정부, 산업 기관이 반군의 주요 표적이 되었다. 2월 5일, ANC 참모총장이 매복을 당해 사망했다. 반란 초기 몇 주 동안 수백 명의 경찰과 공무원이 Kwilu 반군에 의해 공개 처형으로 살해당했다.  폭력이 증가하고 공격이 더 빈번해지면서 전국적으로 유사한 봉기가 일어나 심바 반란이 촉발되었다.반군은 영토를 확장하기 시작했고 북쪽으로 빠르게 진격하여 7월과 8월 사이에 Port-Émpain, Stanleyville, Paulis, Lisala를 점령했다.  반군은 진격하면서 ANC 군대에 대한 심리적 우위를 점하기 시작했다.이는 주로 Mulele와 반군이 마법을 가지고 있다고 주장했기 때문이다.그들은 무적이며 반군 병사들에게 맞으면 총알이 물로 변할 것이라고 주장했다. 
반군은 진격하면서 정치적 반대 세력을 제거하고 주민들을 공포에 떨게 하기 위해 점령지에서 수많은 학살을 저질렀다. 많은 서양 선교사들이 후퇴하여 나라를 떠나야 했다. 소규모 평화유지군이 도망치는 선교사들을 구출하기 위해 크윌루 지역으로 파견되었다. 1964년 중반까지 구조 작전이 계속되어 100명이 넘는 선교사들을 성공적으로 구출했다. 어떤 경우에는 콩고군의 존재에 반감을 품은 마을 주민들이 반란을 지원하기도 했다. 크윌루 지역의 일부 도시들은 유엔군의 도움으로 대피했다. 
반란 초기 몇 달 동안 공격은 대체로 계획적이고 체계적이었다.공격을 받은 사람, 마을, 기관은 뮬리스트 가치 체계에 따라 결정되었다.정부, 행정부, 부유한 개인이 먼저 표적이 되었다.  그러나 반란이 계속되면서 더 파괴적이 되었고 뮬리스트의 이상, 영향력, 기준과 지도자들에 대한 지배력이 약해졌다.시간이 지남에 따라 살인, 약탈, 여성 공격이 더 만연해졌다.이는 유럽인들이 크윌루에서 대피하고 콩고군이 도착한 후에 특히 두드러졌다. 
콩고의 유엔 평화유지작전 (ONUC)은 Kwilu 반란이 시작되었을 때 철수 중이었고, 인원은 5,500명에 불과했으며, 대부분은 동부 지역에 배치되어 있었고 이후 Simba 반란 으로 인해 고립되었다. Kwilu에서 흩어진 서양 선교사들은 덤불을 통해 각자의 대사관으로 후퇴했고, 대사관은 다시 유엔의 지원을 요청했다.  1964년 1월 말, ONUC 참모총장인 Jacques Dextraze는 소규모 평화유지군을 조직하여 Kwilu 지역으로 파견하여 도망치는 선교사들을 구출했다.  콩고군의 지원을 받은 ONUC군은 헬리콥터를 착륙시켜 선교사와 서양 구호 활동가들을 대피시키기 전에 Kwilu의 반군과 여러 차례 교전했다.  3월과 4월 내내 구조 작전이 계속되어 100명이 넘는 선교사가 성공적으로 구출되었다.  이러한 조치 외에 ONUC는 반란을 진압하는 데 다른 역할을 하지 않았다. 
반란의 초기 성공 이후, 콩고 정부는 뮬렐레와 그의 군대를 처리하기 위해 국제 사회의 지원을 요청했다. 외국 용병 부대와 벨기에 낙하산병 350명이 콩고로 출동했다.  이렇게 훈련된 병력은 반군이 점령한 지역을 재빨리 탈환하기 시작했다. ANC 군대와 함께 외국 용병들은 크윌루 반군을 고립시키기 위해 초토화 정책을 시행했다. 그들은 마을을 파괴하고 농작물을 파괴했으며, 종종 민간인을 학살했다. 특히 키크윗에서는 조셉 몬짐바 대령이 '키크윗의 국가적 학살'이라고 별명을 붙인 사건으로 하루에 3,000명이 넘는 민간인이 살해되었다. 
반군이 여러 차례 성공을 거두었지만, 점령한 영토에 대한 통제권을 유지하려는 과정에서 문제가 발생하기 시작했다. 부패, 행정 비효율, 그리고 민족 편애는 이전 지방 행정관들과 마찬가지로 반군 지도자들에게도 골칫거리가 되었다. 많은 사람들은 이러한 민족 갈등을 부족주의로의 회귀로 여겼다. 1965년 초, 점령지 대부분이 탈환되었고 반란은 진압되기 시작했다. 이 시기에 기근과 질병이 지방 전역으로 확산되기 시작했고, 반란에 대한 지지세력도 약해지기 시작했다. 
피에르 뮐렐은 1965년에 망명 생활을 시작했고 죽을 때까지 수년간 그곳에 머물렀다.  
크윌루 반란이 진압된 후에도 반란 잔당은 전국 특정 지역에서 계속 활동했다. 그러나 이들은 정부에 거의 영향을 미치지 못했고, 농촌 지역에 국한되었다. 반란으로 상당한 사상자가 발생했다. ANC의 "평화 유지" 작전으로 사망한 사람은 아직 구체적으로 확인되지 않았으며, 크윌루 반란 진압 작전으로만 6만~7만 명이 사망했다.  그 후 몇 년 동안 크윌루 지역 일대에서 소규모 폭력 사태가 계속되었지만, 반란 자체의 계획 및 조정은 없었다. 1968년 모부투 대통령은 사면을 약속하며 물렐레를 망명지에서 유인해냈다. 그러나 물렐레가 안전을 기대하며 귀국했을 때, 그는 공개 고문을 당하고 처형되었다.  1968년 11월 10일 정부는 반란 종식을 선언했다. 

## 반란의 영향
1966년 1월 18일 주 정부가 복구된 후, 정치적, 민족적 긴장을 완화하기 위한 국가적 노력의 일환으로 크윌루 주는 크왕고 지구와 마이-은돔베 지구와 합병되어 반둔두 주가 되었다.  크윌루 반란이 발생한 더 광범위한 콩고 위기는 콩고 최근사에서 중요한 사건으로 간주된다. 이 사건은 아프리카에서 서구의 영향력과 권력을 보여주는 것으로 여겨진다. 콩고가 독립 후 몇 년 동안 직면한 수많은 투쟁 중에서 크윌루 반란은 정치적 갈등이 처음으로 마을과 농촌 지역에 깊숙이 침투했기 때문에 특히 큰 영향을 미쳤다.  크윌루 반란은 통킹만 사건으로 인한 냉전의 광범위한 확대와 맞물려 발생했으며, 많은 사람들은 반란이 신속하게 진압되지 않았다면 베트남에서처럼 "전면적인 미국의 군사 개입이 발생할 수 있었다"고 생각한다. 그리고 2024년 8월에는 1964년 11월 28일에 순교한 4명의 선교 사제가 프란치스코 교황에 의해 시복되었다. 